# Chariobas cylindraceus
Chariobas cylindraceus là một loài nhện trong họ Zodariidae.
Loài này thuộc chi Chariobas. Chariobas cylindraceus được Eugène Simon miêu tả năm 1893.